# كيفن بايك
كيفن بايك (بالإنجليزية: Kevin Pike)‏ هو مشرف مؤثرات خاصة ‏ أمريكي، ولد في 9 مايو 1951 في هارتفورد في الولايات المتحدة.

## وصلات خارجية
- كيفن بايك على موقع IMDb (الإنجليزية)
- كيفن بايك على موقع قاعدة بيانات الفيلم (الإنجليزية)